# Isola Vega
L'isola Vega è una piccola isola situata a nord-ovest dell'isola di James Ross, nella Penisola Antartica.

## Rilevanza paleontologica
L'isola Vega ha un ricco patrimonio di fossili in depositi risalenti a un periodo compreso tra il Cretacico e il Paleogene, pertanto comprendente anche l'estinzione di massa del Cretaceo-Paleocene, che vide la scomparsa di tutti i dinosauri non volatili. Proprio in quanto testimonianza delle conseguenze di tale evento, l'isola Vega è considerata un sito paleontologico molto importante.
Il primo dinosauro scoperto nell'Antartide fu un esemplare di Ankylosaurus magniventris, i cui resti furono rinvenuti nel 1986 sull'Isola di James Ross. Il secondo fu trovato sull'Isola Vega nello stesso anno dal British Antarctic Survey. Anche resti di ipsilofodontide, un tipo di dinosauro erbivoro di piccole dimensioni, furono trovati in uno strato di mudstone nella formazione López de Bertodano. Tutti questi dinosauri sono vissuti nel tardo Cretacico.
Il vegave (appartenente all'ordine degli anseriformi), scoperto nel 1992 ma studiato solamente anni dopo, fornì la conferma definitiva che degli uccelli moderni hanno vissuto insieme ai loro "cugini" dinosauri non-volatili.
Solamente tre dinosauri terrestri cretacei sono stati trovati in Antartide. Anche l'ultimo è stato rinvenuto sull'isola Vega nel 1998 dai paleontologi dell'Instituto Antartico Argentino e del Saint Mary's College of California. Più precisamente, si tratta di un dente di un adrosauride, un erbivoro semi-quadrupede, caratterizzato da meccanismi di masticazione molto complessi, simili a quelli dei moderni ungulati.
Prima di questa scoperta, nessun adrosauro era stato scoperto al di fuori delle Americhe; ciò dimostra che 66-67 milioni di anni fa (periodo a cui risale il dente) esisteva ancora un ponte continentale che collegava l'America meridionale all'Antartide.

## Rivendicazioni territoriali
Vi sono delle controversie per quanto riguarda l'amministrazione del territorio dell'isola Vega: L'Argentina lo considera incluso nel Departamento Antártida Argentina e quindi facente parte della Provincia di Terra del Fuoco, Antartide e Isole dell'Atlantico del Sud; il Cile ne rivendica l'appartenenza al comune di Antártica nella Provincia dell'Antartica Cilena dall'interno della Regione di Magellano e dell'Antartide Cilena; secondo il Regno Unito, invece, l'isola rientra Territorio antartico britannico.